# François de la Chaise

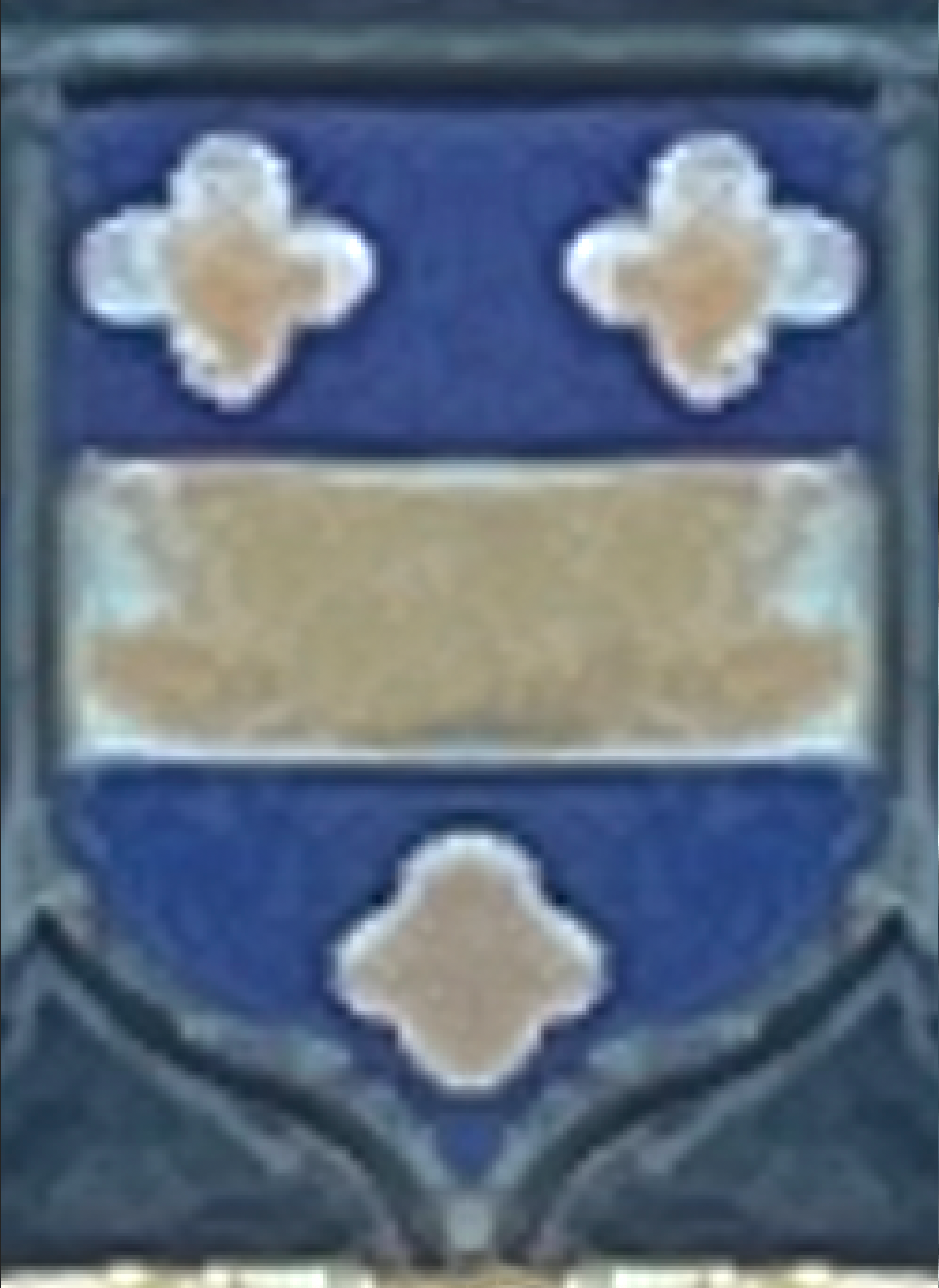
"D'azur à fasce d'or, agrémenté de trois quartefeuilles du même, deux en chef et un en pointe"

François de la Chaise, né à Montcenis le 21 octobre 1727 et mort le 6 mars 1794 à Mirande. C'est un personnage dont le rôle soulève encore de nombreuses questions et interrogations dans l'histoire de la création de la fonderie royale du Creusot.

## Biographie
En 1745, il est au service du roi et suit la carrière des armes lorsque son père décède. En 1747, il s'installe à Dijon pour y suivre des études de droit. C'est en cette période qu'il se lie d'amitié avec un certain Charles Gravier de Vergennes (qui va devenir le principal ministre de Louis XVI). Reçu bachelier in utroque jure le 29 juillet 1754, puis licencié en droit le 11 janvier 1755, il épouse Marguerite Prost le 16 mars 1755 . Il quitte Dijon pour revenir à Montcenis en tant qu'avocat et subdélégué de l'intendance de Bourgogne.
Le 11 août 1767, François de la Chaise achète conjointement et solidairement la charge d'engagiste de la baronnie de Montcenis avec Pierre Rémi Julien (marié à Antoinette de la Chaise, la sœur de François de la Chaise). Le 1er octobre de la même année , les deux associés achètent quelques terrains à la charbonnière et commencent les travaux pour extraire du charbon de terre. Pierre Rémi Julien est le caissier de la compagnie de la diligence de Chalon, et c'est pour ne pas causer de difficultés à sa compagnie qu'il ne tient pas à paraître en nom dans cette charge. C'est au nom de François de la Chaise que la demande de concession minière est faite le 1er décembre 1767.
À cette époque, en France, les canons sont coulés au pied de hauts-fourneaux qui consomment une quantité importante de charbon de bois ; ils fonctionnent pendant plusieurs mois sans interruption avant d'être arrêtés pour réfection tout aussi longtemps. Par ailleurs, si la fonte est bien liquide lors de sa production, on n'a pas les moyens de la liquéfier de nouveau après solidification. Les canons ratés ou les canons étrangers de calibres incompatibles avec les boulets français ne sont donc pas réutilisables.
En Grande-Bretagne, on sait, depuis le tournant du siècle, refondre des canons ou des gueuses de fontes dans des fours à réverbère. Les frères Wilkinson associent même les hauts-fourneaux au coke (Le Coke est issu d'une pyrolyse du charbon de terre (houille) dans un four, à l'abri de l'air) , aux fours à réverbère pour couler des canons ou des cylindres de machine à vapeur.
"Tant que le charbon de terre ne pouvait servir qu'au chauffage, la mine était de peu d'intérêt, car il n'y avait que l'indigence qui pût réduire les gens à faire usage de ce combustible dont la Faculté de Médecine de Paris avait dénoncé les effets pernicieux dès l'an 1520. Mais les rapports de Jars sur la métallurgie ont fait travailler les esprits, à Montcenis comme ailleurs."
Le 14 mars 1768, François de la Chaise rédige un mémoire demandant la concession minière à perpétuité de toutes les mines de la seigneurie. Septembre 1768, Gabriel Jars, membre de l’Académie des sciences, qui revient d'une série de voyages à l'étranger, visite les mines de Montcenis et prouve l’intérêt du gisement de la charbonnière à François de la Chaise. Jars propose d’installer dans la vallée des Riaux, riche en charbon de terre , des manufactures de fer et acier « pouvant être reliées par route à Chalon sur la Saône et à l’Arroux qui se jette dans la Loire ».
Le 29 mars 1769, le ministre Bertin soumet à la signature de Louis XV l'arrêt qui accorde à François de la Chaise la concession de la mine de Montcenis sur une étendue de 6 lieues de long et 3 lieues de large.Les lettres patentes du roi, délivrées le 05 janvier 1771 rendent définitif l'arrêt accordant à François de la Chaise, la concession; il obtint pour cinquante ans l’autorisation d’exploiter non seulement les mines de la baronnie mais aussi dans tout le pays formé par la vallée de la Dheune et de la Bourbince, celle du Mesvrin et celle de l’Arroux. Il développe cette industrie minière, soutenu par les États de Bourgogne. Mais, n'étant pas propriétaire de tous les terrains sur lesquels se trouve la concession, une bagarre judiciaire et onéreuse commence entre lui et plusieurs propriétaires.
En 1776, alors que William Wilkinson effectue son premier voyage sur le site, François de la Chaise revend la concession minière. Pourtant, au même moment, à la Forge d’Aisy sous Rougemond, près de Montbard c’est avec le charbon de Montcenis qu'est effectuée la première coulée de fonte au coke du site.
François de la Chaise devient maire de Montcenis en 1777.
En mai 1781, grâce à l'appui de son vieil ami , le ministre des Affaires étrangères Charles Gravier de Vergennes, François de la Chaise réussit à faire annuler la vente de sa concession à la compagnie minière Renard, propriétaire de la Forge du Mesvrin, pour se réserver une possibilité industrielle. La famille Gravier de Vergennes possédait la seigneurie d'Alone, sur la paroisse toute proche de La Chapelle-sous-Uchon, à 10 kilomètres du Creusot.
le 1er août 1781 à 21h00, William Wilkinson revient à Montcenis mais cette fois avec Ignace de Wendel et Pierre Toufaire pour concrétiser l’idée du vaste établissement de la Fonderie Royale du Creusot dans le creux du vallon. Le 5 octobre 1781, un accord est conclu avec François de la Chaise pour le charbon. Entre le 15 et le 22 novembre 1781, Ignace de Wendel achète les terrains nécessaires à l'établissement de la fonderie.Le 7 septembre 1781, Pierre Toufaire, l'architecte, débute la levée du plan de l'emplacement de la fonderie.
La Compagnie fut fondée le 18 décembre 1782 sous la raison sociale "Périer, Bettinger et Cie".
La concession de la mine de charbon de terre est entièrement rachetée par la fonderie en 1786 à François de la Chaise.

## Famille
François de la Chaise est le seizième enfant de François Delacheze (1674-1745), procureur aux cours royales de Montcenis et de Anne Père. Il est aussi l'oncle du général-baron Jacques François de La Chaise.
François de la Chaise aurait eu 22 enfants: La société Eduenne  n'en connait que 17; 8 étaient encore vivants à son décès.